# Epiblastus tuberculatus
Epiblastus tuberculatus är en orkidéart som beskrevs av Richard Sanders Rogers. Epiblastus tuberculatus ingår i släktet Epiblastus och familjen orkidéer. Inga underarter finns listade i Catalogue of Life.